# بوريس هنري
بوريس هنري (بالألمانية: Boris Obergföll) مواليد 14 ديسمبر 1973، هو رامي رمح ألماني. مثل بلاده في الأولمبياد. أفضل رقم شخصي حققه هو 90.44 متر سنة 1997 في لينتس.

## سجل المنافسة
| العام        | المسابقة                                | المكان                    | المركز       | ملاحظة       |
| يمثل ألمانيا | يمثل ألمانيا                            | يمثل ألمانيا              | يمثل ألمانيا | يمثل ألمانيا |
| ------------ | --------------------------------------- | ------------------------- | ------------ | ------------ |
| 1992         | بطولة العالم للناشئين لألعاب القوى 1992 | سول، كوريا الجنوبية       | 2            | 76.04 م      |
| 1993         | بطولة العالم لألعاب القوى 1993          | شتوتغارت، ألمانيا         | 14           | 77.42 م      |
| 1994         | بطولة أوروبا لألعاب القوى 1994          | هلسنكي، فنلندا            | 11           | 76.88 م      |
| 1995         | بطولة العالم لألعاب القوى 1995          | غوتنبرغ، السويد           | 3            | 86.08 م      |
| 1996         | الألعاب الأولمبية الصيفية 1996          | أتلانتا، الولايات المتحدة | 5            | 85.68 م      |
| 1997         | بطولة العالم لألعاب القوى 1997          | أثينا، اليونان            | 6            | 84.54 م      |
| 1997         | نهائي الجائزة الكبرى لألعاب القوى 1997  | فوكوكا، اليابان           | 2            | 86.76 م      |
| 1999         | بطولة العالم لألعاب القوى 1999          | إشبيلية، إسبانيا          | 6            | 85.43 م      |
| 2000         | الألعاب الأولمبية الصيفية 2000          | سيدني، أستراليا           | 8            | 85.78 م      |
| 2001         | بطولة العالم لألعاب القوى 2001          | إدمونتون، كندا            | 6            | 85.52 م      |
| 2002         | بطولة أوروبا لألعاب القوى 2002          | ميونخ، ألمانيا            | 3            | 85.33 م      |
| 2003         | بطولة العالم لألعاب القوى 2003          | باريس، فرنسا              | 3            | 84.74 م      |

## روابط خارجية
- بوريس هنري على موقع الاتحاد الدولي لألعاب القوى (الإنجليزية)
- بوريس هنري على موقع اللجنة الأولمبية الدولية (الإنجليزية)
- بوريس هنري على موقع أوليمبيديا (الإنجليزية)